# 费斯克顿幻影猫
費斯克頓幻影貓（英語：Fiskerton Phantom）是一種據傳生存於英國林肯郡費斯克頓（Fiskerton）的大型神秘生物。 1997年8月，4名女孩在費斯克頓一處村莊附近目擊一隻約4英尺（1.2米）高、有著巨大牙齒和爪子的生物。目前一種猜測認為費斯克頓幻影貓可能是一隻熊或巨大的貓科動物，在8月份的目擊報告之前，目擊地點一帶曾有零散的關於疑似豹出沒的目擊報告。